# アンドリュー・プレストン
アンドリュー・プレストン（Andrew Preston、1984年9月23日 - ）は、アメリカ合衆国・ケンタッキー州ウィンチェスター出身のプロバスケットボール選手である。ポジションはセンター。背番号45。209cm、95kg。

## 人物
ベルモント大学ではNCAA1部で活躍。123試合平均13.8分出場6.1得点の記録。
2007年、新潟アルビレックスBBに入団。
2008年退団。